# Rozrodczak zarodkowy
Rozrodczak zarodkowy, gonadoblastoma (łac. gonadoblastoma) – guz nowotworowy najczęściej powstający w dysgenetycznych gonadach, u osób z fenotypowymi zaburzeniami płci. Zbudowany jest z dwóch komponentów: dużych komórek, podobnych do komórek nasieniaka lub rozrodczaka, oraz małych komórek, podobnych do komórek Sertolego i komórek warstwy ziarnistej. Leczenie polega na usunięciu chirurgicznym całej gonady, ponieważ na podłożu gonadoblastomy często rozwijają się złośliwe nowotwory zarodkowe.